# Phare de Faludden
Le phare de Faludden (en suédois : Faluddens fyr) est un  ancien phare situé dans le district d'Öja sur la grande île de Gotland, appartenant à l'unique commune de Gotland, dans le comté de Gotland (Suède).
Le phare de Faludden est inscrit au répertoire des sites et monuments historiques par la Direction nationale du patrimoine de Suède.

## Histoire
Ce phare a été construit en 1867 selon les plans d'Albert Theodor Gellerstedt, après de nombreux naufrages dans cette zone du sud-est de l'île de Gotland. Il a été électrifié en 1946 et automatisé en 1965. Il a été doté de personnel jusqu'à son automatisation.
Il est dans une zone militaire à 15 km à l'est de Burgsvik et il ne peut pas être visité. Il a été désactivé par l'administration maritime suédoise le 15 avril 2009. Sa lentille de Fresnel de 4e ordre est toujours présente dans la lanterne.

## Description
Le phare  est une tour effilée en fonte de 11,3 mètres de haut, avec une galerie et une lanterne. Le phare est peint en blanc et le dôme de la lanterne est gris. Son feu à occultations émettait, à une hauteur focale de 10,4 mètres, trois éclats (blanc, rouge et vert) selon différents secteurs toutes les 15 secondes. Sa portée nominale était de 17 milles nautiques (environ 31.5 km).
Identifiant : ARLHS : SWE-010 ; SV-4220 - ex-Amirauté : C7204 - ex-NGA : 9952 .
|          |
| Le phare |

### Lien connexe
- Liste des phares de Suède